# Jane Shore (1915)
Jane Shore é um filme biográfico britânico de 1915, dirigido por Bert Haldane e Floyd Martin Thornton e estrelado por Blanche Forsythe Roy Travers e Robert Purdie. É uma adaptação da peça de 1914, The Tragedy of Jane Shore, de Nicholas Rowe e é baseado na vida de Jane Shore, amante de Eduardo IV.

## Elenco
- Blanche Forsythe - Jane Winstead
- Roy Travers - Eduardo IV
- Robert Purdie - Matthew Shore
- Thomas H. MacDonald - Lord Hastings
- Dora De Winton - Margaret
- Maud Yates - Queen Elizabeth
- Nelson Phillips - William Shore
- Rolf Leslie - Duque de Gloucester
- Tom Coventry - Mestre Winstead
- Rachel de Solla - Dame Winstead
- Frank Melrose
- Fred Pitt - Warwick